# 3,7 cm FlaK 43
3,7 cm FlaK 43 var en tysk luftvärnskanon (Flugabwehrkanone) som producerades under andra världskriget. En dubbelpipig version producerades under beteckningen 3,7 cm Flakzwilling 43.

## Utveckling
Utvecklingsarbetet började 1942, då den höga tillverkningskostnaden för 3,7 cm FlaK 36/37 och det ökade behovet av luftvärnskanoner motiverade utvecklingen av 3,7 cm FlaK 43. Rheinmetall-Borsig tog fram en konstruktion som kunde tillverkas med metoder som användes för handeldvapen. Krupp konkurrerade om kontraktet och utvecklade en pjäs som skulle produceras med mer konventionella metoder, men i slutskedet av utvecklingen fick Krupps konstruktion problem och kontraktet gick till Rheinmetall-Borsig. Kanonen tillverkades med metoder som stansning och pressning av plåt samt svetsning, detta gav en tillverkningstid som var en fjärdedel av den för en 3,7 cm FlaK 36/37. I början av 1944 började massproduktionen av pjäsen från fabriken i Dürkopp.
För att ytterligare öka eldkraften togs 3,7 cm Flakzwilling 43 med två eldrör ovanför varandra i en lavett. Även om pjäsen gav bättre verkan mot snabbare och bättre skyddade flygplan, var den tyngre och mer svårhanterlig.
Pjäsen kom att användas som beväpning för flera olika luftvärnskanonvagnar och mobila lavetter. Den ersatte den tidigare 3,7 cm FlaK 37 som beväpning på halvbandvagnen SdKfz 7/2. Den användes även som beväpning på den efterföljande Schwerer Wehrmachtschlepper. Den första pansrade luftvärnskanonvagnen Möbelwagen, var baserad på ett tornlöst Panzer IV-chassi där pjäsen placerats i en öppen fyrsidig överbyggnad. Väggarna på överbyggnaden kunde fällas ner för att inte vara i vägen för kanonen när den sköt mot lågt flygande mål. Den följdes av Ostwind som också var baserad på Panzer IV-chassiet, men där pjäsen placerades i ett öppet sexsidigt torn som gav besättningen mera skydd. En luftvärnskanonvagn baserad på stridsvagnen Panther kallad Flakpanzer Coelian började utvecklas i december 1943 men hann inte tas i produktion innan kriget var över. Den skulle ha två 3,7 cm FlaK 43 monterade sida vid sida i ett slutet torn.

## Bevarade exemplar
- US Army Ordnance Museum, USA. En 3,7 cm Flakzwilling 43.

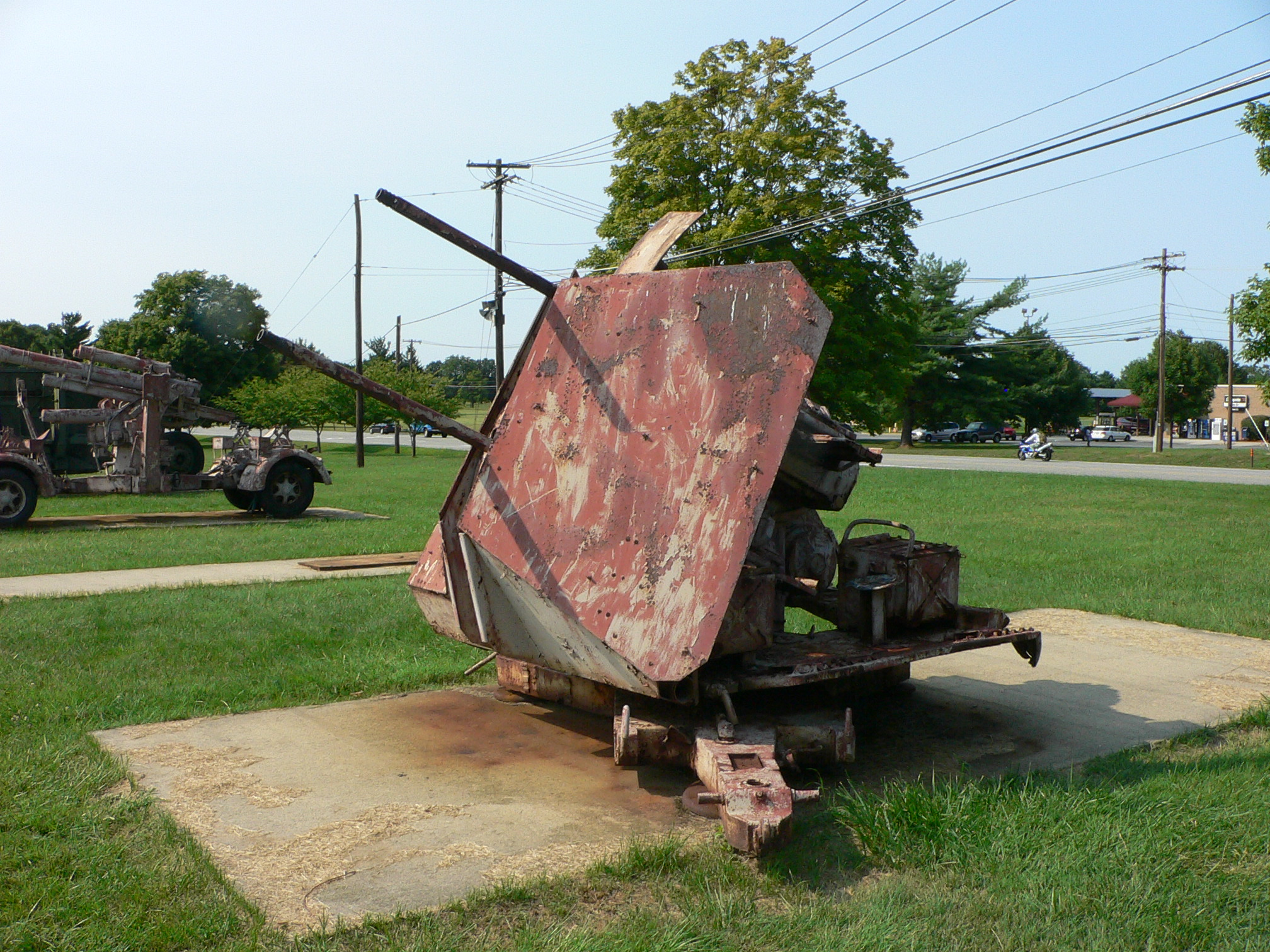
3,7 cm Flakzwilling 43 vid US Army Ordnance Museum.